# Durrington Walls

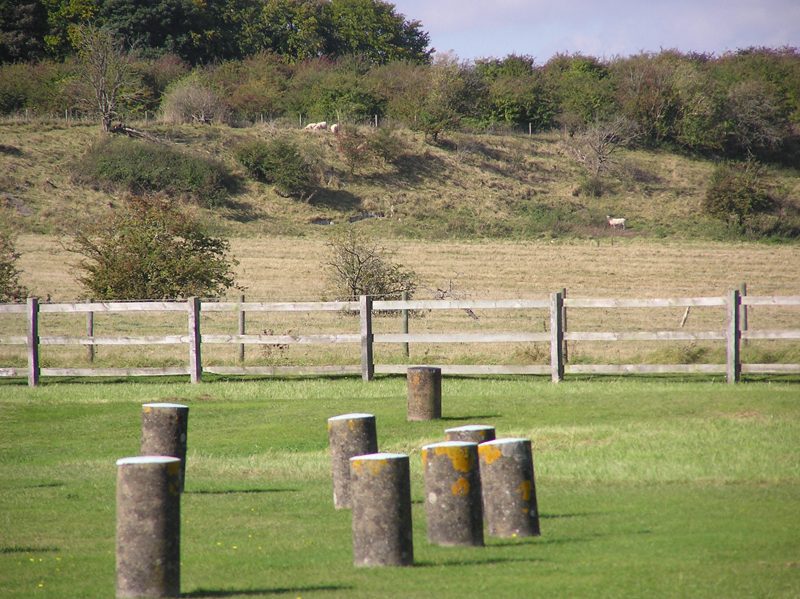
Une partie du talus de Durrington Walls, vue du site de Woodhenge.

Durrington Walls est une grande enceinte néolithique — ce que l'on appelle un henge — située à 3 km au nord-est du site de Stonehenge, dans la paroisse de Durrington, juste au nord d'Amesbury, dans le comté du Wiltshire, Angleterre. Avec ses 500 m de diamètre, il s'agit de la plus grande structure néolithique de ce type au nord-ouest de l'Europe, propre à regrouper une communauté de plusieurs milliers de membres,. Ce monument semble complémentaire de celui de Stonehenge. 
Les fouilles sont menées par une équipe de l'Université de Sheffield. 

## Contexte
Aujourd'hui, les vestiges visibles de Durrington Walls sont les « murs » du henge — en fait les restes érodés du talus externe (bank) et du fossé interne (ditch). Cet ensemble apparaît comme un cordon entourant un bassin central. Le talus externe et le fossé interne sont séparés, et beaucoup plus perceptibles du côté est, bien que fortement érodés par les labours. À l'origine, le fossé était profond d'environ 5,5 m, large de 7 m à sa base et de 18 m au sommet. Le talus atteignait par endroits une largeur de 30 m. Deux entrées traversaient le talus et le fossé, l'une au nord-ouest, l'autre au sud-est. Il a pu exister aussi une entrée au sud et une autre au nord-est, qui ont peut-être été délibérément supprimées. 
Le henge se trouve sur un terrain qui descend au sud-est vers un méandre de la rivière Avon. Il  renferme plusieurs cercles de bois et de petites enceintes, qui n'ont pas tous été fouillés. Plusieurs niveaux de maisons néolithiques ont été trouvés à côté et sous le talus oriental du henge. Leur densité suggère qu'il y avait un très grand village sur la pente, de ce côté de la rive de l'Avon.
Le cercle est traversé par deux voies : une ancienne route à péage et une route moderne, construite en remblai en 1967. Dans le passé, des baraques militaires ont été établies à l'extrémité nord-est du henge, et il y a aussi quelques maisons du côté ouest. Le terrain à l'ouest de la route à péage fait partie du domaine de Stonehenge : il appartient donc au National Trust. L'accès au site de Durrington Walls est gratuit.

## Historique

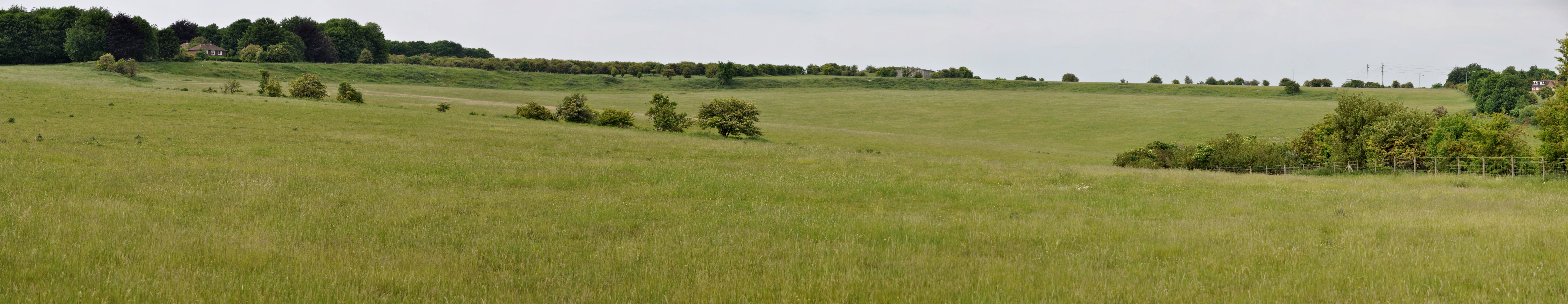
Le site de Durrington Walls, vu de Woodhenge.

Il existe des preuves d'une activité au Néolithique ancien sur le site, mais la plupart des structures semblent dater de la fin du Néolithique, ou du début de l'âge du bronze. Un grand cercle de bois a été construit vers 2600 avant notre ère. Ce « Cercle du sud », orienté vers le lever du soleil au solstice d'hiver, est marqué par quatre grands cercles concentriques de trous de poteaux, destinés à accueillir des troncs d'arbres de très grande taille. Une avenue pavée a également été établie, sur un alignement légèrement différent - vers le coucher du soleil au solstice d'été : elle conduit à la rivière Avon, avec une fonction probablement similaire à l'Avenue de Stonehenge. Un gros poteau de bois incliné en oblique suit cette orientation, séparé du cercle par une distance comparable à celle qui sépare la Heelstone du cromlech de Stonehenge.
Vers cette époque, mais probablement après la construction du cercle et de l'avenue, un village a commencé à se développer autour du site. Les fouilles ont révélé sept sols de maisons néolithiques sur le côté oriental de la fortification. Certains de ces sols sont situés au-dessous du niveau du talus, ce qui semble démontrer que la colonisation est venue en premier. La densité de ces habitations suggère qu'il existe de nombreuses autres maisons dans la partie est du henge, le long des rives de la rivière Avon. Sur une des maisons fouillées a été mis en évidence un mur en pisé et une dépendance, l'ensemble rappelant la disposition d'une maison de Skara Brae, dans les Orcades. Les autres maisons semblent avoir été faites de simples clayonnages, avec des murs en torchis. Il semble aussi que les maisons se soient étendues vers le nord du site.
Il est probable que le village entourait une grande surface circulaire ouverte, qui contenait le Cercle du sud, et plusieurs enceintes plus petites.
Un peu plus tard, peut-être 200 ans après la première phase de construction du cercle, ont été ajoutés deux autres anneaux concentriques, ainsi que l'enceinte du henge. Un fossé d'environ 5,5 m de profondeur a été creusé, dont la terre a été utilisée pour former un grand talus extérieur de 30 m de large et sans doute plusieurs mètres de haut. Certains éléments du village, dont des maisons et des fosses à détritus, ont été construits au-dessus. Le henge semble avoir été construit d'un seul jet, et non en plusieurs phases, ce que ne suggère aucunement la disposition de la terre et du gazon formant le talus. Le fossé, quant à lui, semble avoir été creusé par sections, peut-être par différents groupes de travailleurs. Les estimations du nombre de personnes nécessaire pour créer le henge varient de 4 000 à 6 000. À peu près à la même époque a été créé un autre grand cercle de bois, immédiatement au sud du henge, connu sous le nom de Woodhenge.
On ne sait pas quand le site est tombé en déclin. Il a été réoccupé pendant l'âge du fer, lorsqu'un partage des terres a été établi à l'intérieur du henge. Un grand fossé de drainage a été creusé au-dessus de l'entrée nord-est, peut-être pour compléter le système agraire.

## Fouilles et théories
Richard Colt Hoare, qui a visité Durrington Walls en 1810, a observé que des siècles d'agriculture avaient laissé le monument « sous une forme très mutilée ». Geoffrey Wainwright a fouillé le tracé de la nouvelle route A345 en 1966 : il a découvert le cercle de bois du sud, ainsi qu'un plus petit un peu plus au nord. Depuis 2003, dans le cadre du Stonehenge Riverside Project, Mike Parker Pearson a mené des fouilles annuelles à Durrington Walls : il a identifié le village néolithique et l'avenue qui descend vers la rivière.
Les datations au radiocarbone d'environ -2600 sont à peu près contemporaines de la phase des premières constructions de pierre de Stonehenge. Il est probable que les constructeurs de Stonehenge ont vécu ici. Mike Parker Pearson pense que Durrington Walls était une structure complémentaire à Stonehenge, comme en témoignent les alignements similaires par rapport au solstice. Il suggère que les cercles de bois de Durrington Walls représentaient la vie et la terre des vivants, tandis que Stonehenge et les terres des alentours, jonchés de monticules funéraires, représentaient le pays des morts. Les deux sites sont reliés par la rivière Avon et leurs deux avenues, et la voie processionnelle reliant les deux sites représentait le passage de vie à trépas.
Geoff Wainwright et Timothy Darvill ont contesté les théories de Parker Pearson : ils suggèrent que Stonehenge était un sanctuaire à vocation thérapeutique et estiment peu probables les connexions entre les deux monuments.

### Découvertes depuis 2015
En septembre 2015, il a été annoncé que des analyses géotechniques révélaient la présence d'un monument mégalithique constitué de 90 pierres mesurant jusqu'à 4,50 m de hauteur, enterré sous l'enceinte de Durrington Walls. L'âge de ce monument était estimé à 4 500 ans,,,. Ce nouveau monument, datant probablement d'une période à la jonction entre le IVe millénaire av. J.-C. et le IIIe millénaire av. J.-C., mesurerait 500 mètres de diamètre, et pouvait à l'origine compter environ 200 pierres.
En août 2016 toutefois, des fouilles dirigées par Mike Parker Pearson dans le cadre du Stonehenge Riverside Project et par des membres du Stonehenge Hidden Landscapes Project ont montré qu'il n'y a pas de pierres debout enterrées à Durrington Walls. Les méthodes de prospection géophysique ont révélé, sous le talus, non des pierres enterrées, mais un cercle d'énormes trous de poteaux qui auraient ensuite été remplis de débris de craie. Nicola Snashall, archéologue du National Trust, a suggéré que, dès que les constructeurs de Stonehenge ont abandonné leur campement sur le site, un grand monument en bois aurait été construit, et plus tard, « pour une raison singulière, ils ont pris les bois de construction et mis en place les énormes talus et fossé que nous voyons aujourd'hui ».